# Ficus tonsa
Ficus tonsa är en mullbärsväxtart som beskrevs av Friedrich Anton Wilhelm Miquel. Ficus tonsa ingår i släktet fikonsläktet, och familjen mullbärsväxter. Inga underarter finns listade i Catalogue of Life.